# Snook (gruppo musicale)
Snook è stato un duo musicale svedese formatosi nel 2000 e scioltosi nel 2016. È stato costituito dai rapper Daniel Adams-Ray e Oskar Linnros.

## Storia del gruppo
I Snook hanno fatto il loro debutto discografico con l'album in studio Vi vet inte vart vi ska men vi ska komma dit, reso disponibile per il consumo a partire dal 2004; il disco contiene Mister Cool, prima entrata del duo nella Sverigetopplistan (73ª posizione; oro). Tuttavia, soltanto col disco successivo Är, premiato con un Grammis, hanno fatto il loro ingresso nella graduatoria svedese, esordendo al 25º posto della classifica; dall'LP è stata estratta Snook, svett & tårar, arrivata alla 21ª posizione della hit parade nazionale. Sono stati premiati con l'MTV Europe Music Award al miglior artista svedese.

## Formazione
- Daniel Adams-Ray – voce
- Oskar Linnros – voce

## Discografia

### Album in studio
- 2004 – Vi vet inte vart vi ska men vi ska komma dit
- 2006 – Är

### Singoli
- 2005 – Snook, svett & tårar
- 2005 – Lejonhjärta (feat. Organism 12)
- 2006 – Längst fram i taxin
- 2007 – Inga problem
- 2009 – Kommer ifrån